# Fenomenografia
Fenomenografia – podejście badawcze w metodologii nauk społecznych, w ramach którego bada się różnice jakościowe w doświadczeniach ludzi lub sposobach ich myślenia na określony temat. Zostało ono zapoczątkowane w latach 80. XX wieku przez szwedzkiego pedagoga Ference'a Martona wraz z publikacją jego artykułu pt. Phenomenography - Describing conceptions of the world around us.. Początkowo odnosiło się ono wyłącznie do badań edukacyjnych, natomiast z czasem zaczęło ono być wykorzystywane również w innych obszarach badawczych.